# Greatest Hits (album de Take That)
Pour les articles homonymes, voir Greatest Hits.
Albums de Take That
Nobody Else
(1995) Never Forget – The Ultimate Collection
(2005)
Singles
1. How Deep Is Your Love
Sortie : 26 février 1996

Greatest Hits est une compilation des plus grands succès du boys band anglais Take That. Elle est sortie (au Royaume-Uni) en mars 1996.
L'album a débuté à la 1re place du hit-parade britannique (pour la semaine du 31 mars au 6 avril 1996) et gardé cette place trois semaines de plus.

## Liste des pistes
| 1.  | How Deep Is Your Love (inédit)                                       | Barry Gibb, Robin Gibb, Maurice Gibb          | Take That, Chris Porter                      | 3:41 |
| 2.  | Never Forget (de l'album Nobody Else)                                | Gary Barlow                                   | Brothers in Rhythm, Dave James, Jim Steinman | 6:24 |
| 3.  | Back for Good (de l'album Nobody Else)                               | Barlow                                        | Barlow, Porter                               | 4:01 |
| 4.  | Sure (de l'album Nobody Else)                                        | Barlow, Mark Owen, Robbie Williams            | Brothers in Rhythm                           | 4:30 |
| 5.  | Love Ain't Here Anymore (de l'album Everything Changes)              | Barlow                                        | Jonathan Wales, Paul Jervier, Steve Jervier  | 3:49 |
| 6.  | Everything Changes (de l'album Everything Changes)                   | Barlow, Cary Baylis, Eliot Kennedy, Mike Ward | Eliot Kennedy, Mike Ward                     | 3:33 |
| 7.  | Babe (de l'album Everything Changes)                                 | Barlow                                        | Wales, Paul Jervier, Steve Jervier           | 4:55 |
| 8.  | Relight My Fire (de l'album Everything Changes)                      | Dan Hartman                                   | Joey Negro, Andrew Livingstone               | 4:06 |
| 9.  | Pray (de l'album Everything Changes)                                 | Barlow                                        | Wales, Paul Jervier, Steve Jervier           | 3:43 |
| 10. | Why Can't I Wake Up with You (de l'album Everything Changes)         | Barlow                                        | Wales, Paul Jervier, Steve Jervier           | 3:37 |
| 11. | Could It Be Magic (de l'album Take That & Party)                     | Barry Manilow, Adrienne Anderson              | The Rapino Brothers                          | 4:28 |
| 12. | A Million Love Songs (from Take That & Party)                        | Barlow                                        | Billy Griffin, Ian Levine                    | 3:52 |
| 13. | I Found Heaven (de l'album Take That & Party)                        | Griffin, Levine                               | Griffin, Levine                              | 4:01 |
| 14. | It Only Takes a Minute (de l'album Take That & Party)                | Denis Lambert, Brian Potter                   | Nigel Wright                                 | 3:46 |
| 15. | Once You've Tasted Love (de l'album Take That & Party)               | Barlow                                        | Duncan Bridgeman                             | 3:43 |
| 16. | Promises (de l'album Take That & Party)                              | Barlow, Graham Stack                          | Pete Hammond                                 | 3:46 |
| 17. | Do What U Like (Remix) (de l'album Take That & Party)                | Barlow, Ray Hedges                            | Graham Stack                                 | 3:07 |
| 18. | Love Ain't Here Anymore (US Version) (de l'album Everything Changes) | Barlow                                        | Porter                                       | 4:07 |

| 19. | Sunday to Saturday (de l'album Nobody Else) | Barlow, Donald, Owen | Brothers in Rhythm, Barlow | 5:03 |